# 디디에 데샹
디디에 클로드 데샹(프랑스어: Didier Claude Deschamps, 1968년 10월 15일~)은 프랑스의 축구인으로, 현역 시절 포지션은 수비형 미드필더였다. 현재 프랑스 축구 국가대표팀의 감독이다.
현역 시절 데샹은 레블뢰의 주장으로 1998년 FIFA 월드컵과 UEFA 유로 2000 우승을 일구어냈다. 후에 대표팀의 감독을 맡아 UEFA 유로 2016의 준우승과 2018년 FIFA 월드컵의 우승을 이끌었다.

## 클럽 경력

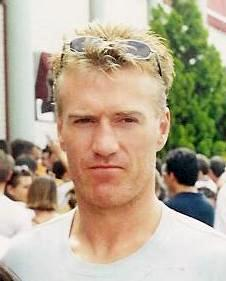
2000년의 디디에 데샹

비아리츠 올랭피크에서 짧은 기간 동안 럭비 선수로 활약했던 데샹은 아마추어 클럽인 아비롱 바요네 (Aviron Bayonnais)에서 축구를 시작하면서 학업과 병행하였다. 그의 잠재력을 확인한 FC 낭트의 스카우트는 1983년 4월에 그를 영입하였다. 1985년 9월 27일, 데샹은 리그 데뷔를 하였다.
1989년, 올랭피크 드 마르세유로 이적한 뒤, 데샹은 1990년에 FC 지롱댕 드 보르도에서 한 시즌을 보냈고, 그 후에는 올랭피크 드 마르세유로 복귀하였다. 마르세유에 복귀한 후, 그는 마르세유 선수로는 첫 번째 타이틀을 획득하였다. 1991년과 1992년에 2차례 디비시옹 1 타이틀을 획득하는 것은 물론, UEFA 챔피언스리그 1992-93 우승도 거두었다. 이때의 마르세유는 프랑스 클럽으로는 현재까지 처음이자 마지막으로 챔피언스리그 우승을 거둔 것이다. 그는 UEFA 챔피언스리그 우승을 거둔 최연소 주장이었고, 그와 동시에 그의 동료 파비앵 바르테즈는 최연소 골키퍼였다.
1994년, 데샹은 유벤투스 FC로 이적하여 3차례 세리에 A, 1차례 코파 이탈리아, 2차례 수페르코파 이탈리아나, 그리고 UEFA 챔피언스리그 1995-96과 인터콘티넨털컵 우승을 거두었다.
유벤투스 FC를 떠난 데샹은 잉글랜드의 첼시 FC에서 한 시즌을 보내며, FA 컵 우승을 거두었고, 헤르타 BSC 베를린과의 UEFA 챔피언스리그 1999-2000 경기에서 한 골을 득점하였다. 그는 말년에 스페인으로 이주하여 발렌시아 CF와 한시즌을 보냈다. 발렌시아는 UEFA 챔피언스리그 2000-01 결승에 올랐으나, 데샹은 FC 바이에른 뮌헨과의 결승전에서 벤치를 지켰고, 소속팀은 패하였다. 그는 2001년 여름, 32세의 나이로 현역 은퇴를 선언하였다.

## 국가대표팀 경력
1989년, 미셸 플라티니 감독으로부터 4월 29일, 유고슬라비아와의 경기를 앞두고 처음으로 차출되었다. 데샹은 1990년 FIFA 월드컵과 1994년 FIFA 월드컵 진출에 실패한 프랑스 축구 국가대표팀의 암흑기에 국가대표팀 데뷔를 하였다.
UEFA 유로 1996을 앞두고 에메 자케가 새 국가대표팀 사령탑으로 선임되자, 자케 감독은 에리크 캉토나를 처음에 주장으로 선임하였다. 1995년 1월에 캉토나가 1년 출장정지 징계를 받자, 팀의 구조는 순식간에 베테랑 캉토나 장피에르 파팽, 다비드 지놀라 같은 선수들의 팀에서 지네딘 지단과 같은 신예들의 팀이 되었다. 데샹은 자케 감독이 선택한 몇 안되는 베테랑으로 훗날 "황금 세대"의 리더가 되었다. 그는 독일과의 UEFA 유로 1996을 앞둔 친선경기에서 주장으로써의 첫 경기에 출전하였다. 잉글랜드에서 열린 유로 1996에서 프랑스는 준결승에 진출하였으나 체코를 만나 중도 하차하였다. 이로써 프랑스는 1986년 FIFA 월드컵 이래 국제대회에서 가장 좋은 성적을 냈다.
1998년, 데샹은 조국에서 열린 1998년 FIFA 월드컵에서도 주장으로 출전하였고, 팀의 기둥으로 맹활약 하였고, 생드니에서 우승컵을 들어올렸다. 이 우승에 대한 상승세를 계속 이어가, UEFA 유로 2000에서도 데샹은 주장을 맡아, 우승을 거두었다. 이로써 프랑스는 UEFA 유로 1972와 1974년 FIFA 월드컵을 연속으로 우승한 서독에 이어서 월드컵과 유로를 연속으로 우승한 팀이 되었다. 2001년과 2002년 사이 프랑스는 FIFA 랭킹 1위를 유지하였다.
UEFA 유로 2000 이후, 데샹은 국가대표팀 은퇴를 선언하였고, 2000년 8월 FIFA XI와의 경기에서 기립경기를 펼쳤고, 프랑스는 5-1 승리를 거두었다. 그의 마지막 국가대표팀 경기는 잉글랜드와의 경기였다. 그가 은퇴할 시기에, 데샹은 프랑스의 국가대표팀 경기 최다 출장선수가 되었다. 그러나, 이 기록은 그와 황금세대를 같이하던 마르셀 드사이, 지네딘 지단, 릴리앙 튀랑, 그리고 티에리 앙리가 넘었다. 모두 도합해서, 데샹은 103번의 국가대표팀 경기에 출전하였고, 4골을 득점하였다. 디디에 데샹은 2004년 3월, 펠레에 의해 125명의 가장 위대한 선수에 등재되었다.
데샹은 한때 캉토나에 의해 "물탱크"로 묘사되었다. 그 이유는, 캉토나가 데샹을 "더 재능있는" 선수들에게 공을 패스하는데에 존재하였다고 간주하였기 때문이다.

## 감독 경력

### AS 모나코 FC
현역 은퇴 이후, 그는 축구 감독계에 입문하였다. 그는 프랑스 리그 1의 AS 모나코 FC 사령탑을 맡아 2002-03 시즌의 쿠프 드 라 리그 우승을 일구어냈고, UEFA 챔피언스리그 2003-04 결승에도 진출하였다. 2005년 9월 19일, 그는 성적 부진과, 클럽 회장과의 불화로 사표를 냈다.

### 유벤투스 FC
2006년 7월 10일, 디디에 데샹은 유벤투스 FC의 감독이 되었다. 당시 유벤투스는 축구 스캔들로 인해 세리에 B로 강등된 상태였다.
데샹은 유벤투스 사령탑으로의 첫 경기인 알레산드리아와의 경기에서 8-0 승리를 거두며 인상적인 시작을 하였다. 그러나 유벤투스는 코파 이탈리아 3라운드에서 탈락하며 부진을 겪기 시작하였고, 리미니와의 첫 리그 경기에서 1-1로 비기며 부진한 시작하였다. 그러나 이어지는 경기인 비첸차, 크로토네, 모데나와의 경기에서 2-1, 0-3, 4-0으로 격파하며 데샹의 지도하에 모든 상황을 안정화시켰다. 또한, 데샹은 승부조작 강등 이후로는 처음으로 타이틀을 획득하였다. 유벤투스는 비라 모레티 컵에서 인테르나치오날레를 1-0으로 나폴리를 승부차기 끝에 이기며 우승하였다. 그는 2007년 5월 19일, 아레초를 5-1로 꺾으며 유벤투스를 세리에 A로 복귀시켰다. 많은 언론들은 데샹이 유벤투스 보드진과의 불화로 사퇴할 것이라고 밝혔다. 그러나 이는 보드진들에 의해 몇시간 뒤 부인당하였다. 같은날 저녁, 만토바와의 경기에서 세리에 B 우승을 차지한 뒤, 데샹은 언론의 예상대로 감독직을 사임하였다. 몇시간 뒤 유벤투스는 데샹의 사임을 공식적으로 받아들였다.

### 올랭피크 드 마르세유
2009년 5월 5일, 데샹은 2009년 7월 1일부터 올랭피크 드 마르세유의 새 감독이 되기로 합의하였다. 그의 마르세유 첫 시즌, 소속팀은 리그 1 타이틀을 18년 만에 획득하였다. 그의 올랭피크 드 마르세유에서의 성공을 본 유벤투스 FC의 전 회장인 조반니 코볼리 길리가 치로 페레라를 대체하기 위해 그를 복귀시키려 하였다. 페레라의 자리는 결국 알베르토 차케로니의 자리가 되었다.
2010년 6월 29일, 데샹은 2012년 6월까지 유효한 연장 계약을 체결하였다.
마르세유와 계약이 만료된 후 로랑 블랑의 후임으로 프랑스 축구 국가대표팀 감독이 되었다.

### 2018년 FIFA 월드컵
2018년 FIFA 월드컵을 위해 데샹은 러시아를 위하여 자신의 23명을 선발하는 데 주의하며 자신이 결합력 있는 구성으로서 굳어질 수 있던 선수들 만을 선발하며 레알 마드리드의 카림 벤제마의 탈락에 결과를 가져왔다. 국가 대표팀이 오스트레일리아와 페루에 좁은 차이로 우승과 덴마크를 상대로 무승부와 함께 조별 경기로부터 진출로 무관심으로 보이면서 시초적으로 보수적인 전술로 비판을 받았어도 프랑스는 준결승전으로 도달하는 데 16강전에서 아르헨티나를 4 대 3으로 꺾고, 8강전에서 우루과이를 2 대 0으로 꺾은 녹아웃전이 열리는 동안 지배적 상연들에 놓았다. 토너먼트가 열리는 동안 데샹은 또한 보통적으로 보유적 미드필더 블레즈 마투이디를 그 위치에서 센터보다 4 - 2 - 3 - 1 형성에서 좌측 윙 혹은 공격적 미드필더로 배치시켰다. 이 조직에서 마투이디는 자신이 추적하며 측면에 상대 풀백들의 위협을 공격할 수 있으면서 자신의 정통이 아닌 활약의 앙심에서 동등적으로 유효하게 증명하였다. 더우기 그는 또한 토너먼트를 통하여 프랑스의 상대 팀들의 공격을 선도하는 주요 선수들에게 공간을 극소화하는 데 또한 도움을 준 방어적으로 폴 포그바와 은골로 캉테를 후원하는 도움에 순서에서 가끔 센터로 밀어놓고, 최후적으로 미드필드에서 경기에 자신들의 충격을 무효로 하는 데 도움을 주었다. 더욱 나가서 마투이디의 좌측에 더 많은 수비 활약은 팀 안에서 균형을 마련하였다. 이 매치들에 이어 프랑스는 준결승전에서 벨기에를 1 대 0으로, 그리고 결승전에서 크로아티아를 4 대 2로 물리친 후, 대회의 우승국이 되었다.
그럼으로 데샹은 선수와 감독 둘다로서 월드컵을 우승하는 데 마리우 자갈루와 프란츠 베켄바워에 이어 3번째 만의 사람이 되었고, 주장과 감독으로서 우승하는 데 베켄바워에 이어 2번째이다.

## 수상

### 선수

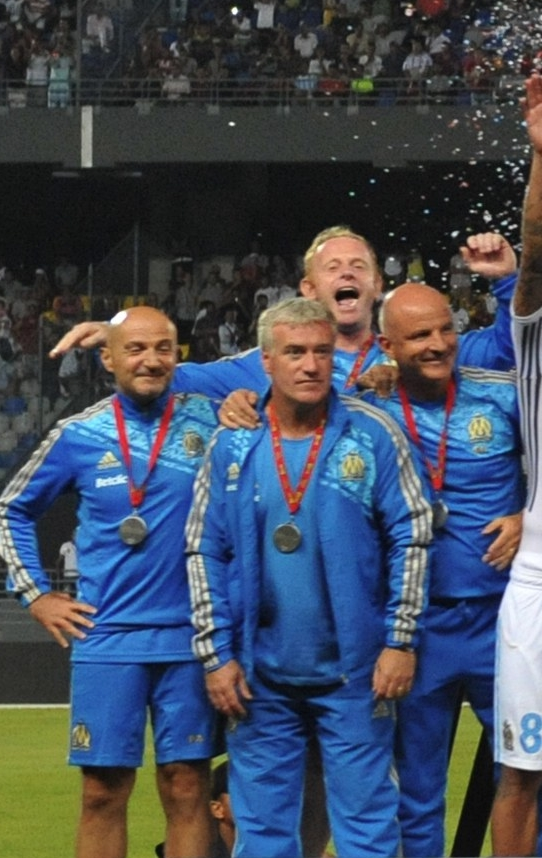
2011년 트로페 데 샹피옹 우승 뒤풀이에서의 마르세유 코칭스태프. 맨 앞이 데샹.

- 디비시옹 1 : 1989–90, 1991–92
- 세리에 A : 1994–95, 1996–97, 1997–98
- 코파 이탈리아 : 1994-95
- 수페르코파 이탈리아나 : 1995, 1997
- UEFA 챔피언스리그 : 1992-93, 1995-96
- UEFA 슈퍼컵 : 1996
- UEFA 인터토토컵 : 1999
- 인터컨티넨탈컵 : 1996
- FA컵 : 1999-00
- FIFA 월드컵: 1998
- UEFA 유로 : 2000

### 감독

#### AS 모나코 FC
- 쿠프 드 라 리그 : 2002-03
- UEFA 챔피언스리그 : 준우승 (2003-04)

#### 유벤투스 FC
- 세리에 B : 2006-07

#### 올랭피크 드 마르세유
- 리그 1 : 2009-10
- 쿠프 드 라 리그 : 2009-10, 2010-11, 2011-12
- 트로페 데 샹피옹 : 2010, 2011

#### 프랑스
- FIFA 월드컵 : 우승 (2018), 준우승 (2022)
- UEFA 유로 : 준우승 (2016)
- UEFA 네이션스리그 : 우승 (2020-21)

### 개인
- 리그 1 신인상 : 1989
- 프랑스 올해의 선수 : 1996
- UEFA 유로 대회 베스트 : 2000
- 리그 1 올해의 감독 : 2004
- FIFA 올해의 감독 : 2018
- 월드사커 올해의 감독 : 2018
- 글로브사커 어워드 올해의 감독 : 2018
- 올림피크 드 마르세유 110주년 역대 베스트 : 2010
- 20세기 프랑스 선수 9위[6]
- FIFA 100 : 2004
- 골든풋 레전드 : 2018

### 서훈
- 레지옹 도뇌르 훈장 5등급 / 기사장 : 1998[7][8]
- 레지옹 도뇌르 훈장 4등급 / 장교장 : 2018

## 같이 보기
- A매치 100경기 이상 출전한 축구 선수 명단